# Serie 9000 de CP
La Serie 9000 , originalmente la 1022 a 1027 del Ferrocarril del Tajuña se refiere a un tipo de locomotora de tracción diesel eléctrica, que fue utilizada por el Ferrocarril Minero Del Tajuña (Ferrocarril Madrid-Aragón) y la compañía de los Caminhos de Ferro Portugueses en las Líneas del Vouga, Corgo, Támega, Porto a Póvoa y Famalicão y Guimarães, y en el Ramal de Aveiro.

## Descripción

### Servicio en España
El 7 de abril de 1959, el Ministerio de Obras Públicas español entregó a la operadora ferroviaria de mercancías Ferrocarril del Tajuña la primera de un conjunto de locomotoras, como forma de auxiliar a esta compañía; esta acción fue parte de un plan del estado español para ayudar, principalmente a través de la dotación de material circulante, las operadoras de vía estrecha de aquel país que habían pedido el apoyo del estado. Fabricada en 1958 por la empresa Euskalduna, en Bilbao, con obras originales de Alstom y componentes eléctricos de la General Eléctrica Española; el número de serie 1027 que le fue atribuido por el estado fue preservado por la operadora ferroviaria. Entre 1964 y 1967, esta organización decidió adquirir, sin apoyo del estado, cinco locomotoras semejantes a la 1027 adicionales, con el fin de sustituir su parque motor a vapor, cuya capacidad de tracción ya no se ajustaba a las necesidades. De acuerdo con la política de esta empresa, la numeración de las nuevas locomotoras era atribuida de forma decreciente, por lo que estas nuevas unidades recibieron los números 1026 a 1022; las motoras 1026 y 1025, recibidas en 1964, eran iguales a la 1027, mientras que las 1024 y 1023, adquiridas en 1966, y la 1022, admitida en 1977, tenían una potencia ligeramente superior.
No obstante, deprisa se verificó que, aún utilizando el mismo método, usual en las operaciones de esta empresa, de comando en unidades múltiples (o sea, dos o más locomotoras en una solo composición, operadas por la que se ubicaba en el frente), estas nuevas máquinas difícilmente lograban la tracción suficiente para remolcar las composiciones más pesadas, lo que resultaba en velocidades de circulación muy reducidas; así, las unidades de esta serie fueron, en 1974, vendidas a la operadora Caminhos de Ferro Portugueses, para proceder a su sustitución por locomotoras más potentes.

### Servicio en Portugal
Después de su llegada a Portugal, estas locomotoras recibieron una numeración adaptada a su nueva operadora, habiendo adoptado las 1022, 1023, 1024, 1025, 1026 y 1027, respectivamente, los números 9001, 9002, 9003, 9004, 9005 y 9006. En 1990, las 9001, 9003 y 9004 se encontraban adscritas al depósito de Porto-Boavista, instalado en la antigua estación con el mismo nombre, mientras que las 9002, 9005 y 9006 estaban sujetas, respectivamente, a los depósitos de Livração, Sernada del Vouga y Mirandela.
Estas fueron las primeras locomotoras de tracción diésel en circular en vía de ancho métrico en Portugal, habiendo entrado en servicio en 1975 para sustituir el material motor a vapor en las composiciones de pasajeros y mercaderías; 5 de estas unidades fueron para las líneas del Túa y Corgo, mientras que la sexta estuvo en las oficinas de la antigua Estación Ferroviaria de Porto-Boavista. Sirvieron, posteriormente, en toda la línea del Támega, en el Ramal de Aveiro y en la Línea del Vouga, siendo, en la década de 1990, con el cierre o reducción de la mayor parte de estas conexiones, transferidas para las Líneas de Porto a Póvoa y Famalicão y Guimarães, donde sustituyeron a los automotores de la Serie 9300; no obstante, solo fueron utilizadas esporádicamente, debido al exceso de material que circulaba en aquella zona.

## Ficha técnica

### Características de explotación
- Entrada en servicio (en Portugal): 1975[2]
- Número de unidades: 6[3]

### Datos generales
- Ancho de Via: 1000 mm[4]
- Disposición de los ejes: Bo' Bo'[4]
- Tipo de traccón: Gasóleo (diesel) eléctrica[4]
- Tipo de locomotora (fabricante): BB44t[5]
- Fabricante: Euskalduna / Alstom[2]

### Motores de tracción
- Potencia total: 435 kW[4]
- Tipo:
  - Números 9001, 9002, 9003: MGO V12 ASHR[2]
  - Números 9004, 9005, 9006: MGO V12 SHR[2]

### Características de funcionamiento
- Velocidad máxima: 70 km/h[4]
- Potencia de utilización:
  - Números 9001, 9002, 9003: 850 Cv (626 kW)[2]
  - Números 9004, 9005, 9006: 775 Cv (570 kW)[2]